# Sven Agge
Sven Ingvar Agge (Siljansnäs, 16 de enero de 1925–Siljansnäs, 5 de febrero de 2004) fue un deportista sueco que compitió en biatlón. Ganó dos medallas en el Campeonato Mundial de Biatlón de 1959, plata en la prueba por equipos y bronce en la individual.

## Palmarés internacional
| Campeonato Mundial | Campeonato Mundial   | Campeonato Mundial | Campeonato Mundial |
| Año                | Lugar                | Medalla            | Prueba             |
| ------------------ | -------------------- | ------------------ | ------------------ |
| 1959               | Courmayeur (Francia) | Medalla de plata   | Equipo             |
| 1959               | Courmayeur (Francia) | Medalla de bronce  | Individual         |